# Xylophaga washingtona
Xylophaga washingtona är en musselart som beskrevs av Bartsch 1921. Xylophaga washingtona ingår i släktet Xylophaga och familjen borrmusslor. Inga underarter finns listade i Catalogue of Life.